# Piero Sicoli
| 6882 Sormano         | 5 febbraio 1995   |
| 8106 Carpino         | 23 dicembre 1994  |
| 8208 Volta           | 28 febbraio 1995  |
| 8209 Toscanelli      | 28 febbraio 1995  |
| 8935 Beccaria        | 11 gennaio 1997   |
| 9111 Matarazzo       | 28 gennaio 1997   |
| 9115 Battisti        | 27 febbraio 1997  |
| 10387 Bepicolombo    | 18 ottobre 1996   |
| 11145 Emanuelli      | 29 agosto 1997    |
| 11652 Johnbrownlee   | 7 febbraio 1997   |
| 11970 Palitzsch      | 4 ottobre 1994    |
| 12410 Donald Duck    | 26 settembre 1995 |
| 14024 Procol Harum   | 9 settembre 1994  |
| 14103 Manzoni        | 1º ottobre 1997   |
| 15379 Alefranz       | 29 agosto 1997    |
| 16749 Vospini        | 16 agosto 1996    |
| 18556 Battiato       | 7 febbraio 1997   |
| 19398 Creedence      | 2 marzo 1998      |
| 22500 Grazianoventre | 26 luglio 1997    |
| 26197 Bormio         | 31 marzo 1997     |
| 31244 Guidomonzino   | 19 febbraio 1998  |
| 32931 Ferioli        | 26 settembre 1995 |
| 32944 Gussalli       | 19 novembre 1995  |
| 35316 Monella        | 11 gennaio 1997   |
| 35334 Yarkovsky      | 31 marzo 1997     |
| 39653 Carnera        | 17 ottobre 1995   |
| 43956 Elidoro        | 7 febbraio 1997   |
| 43957 Invernizzi     | 7 febbraio 1997   |
| 43993 Mariola        | 26 luglio 1997    |
| 46691 Ghezzi         | 30 gennaio 1997   |
| 48640 Eziobosso      | 17 ottobre 1995   |
| 48643 Allen-Beach    | 20 ottobre 1995   |
| 55810 Fabiofazio     | 4 ottobre 1994    |
| 59087 Maccacaro      | 15 novembre 1998  |
| 69961 Millosevich    | 15 novembre 1998  |

Piero Sicoli (1954) è un astronomo italiano.
È tra i fondatori dell'osservatorio astronomico di Sormano. Si occupa di storia delle comete, astrometria e calcolo delle orbite, in particolare degli oggetti che si avvicinano alla Terra. Ha contribuito all'identificazione di quasi un migliaio di asteroidi, dei quali una ventina di tipo NEO (Near Earth Objects).  Ha inoltre pubblicato numerosi articoli su riviste italiane e straniere ed è coautore di un libro sulla scoperta di Cerere, il primo pianetino. Collabora con l'AAVSO con la sigla SPS.
Il Minor Planet Center gli accredita la scoperta di quarantatré asteroidi, effettuate tra il 1994 e il 1998, tutte in collaborazione con altri astronomi: Marco Cavagna, Paolo Chiavenna, Pierangelo Ghezzi, Valter Giuliani, Francesco Manca e Augusto Testa.
Gli è stato dedicato l'asteroide 7866 Sicoli.

## Pubblicazioni
- "The orbit of (944) Hidalgo", British Astron. Assoc. Jnl., (1990, M. Cavagna, P. Sicoli)
- "Future Earth Approaches of (4179) Toutatis" , Minor Planet Bulletin, (1992, M. Cavagna, P. Sicoli)
- "Earth Close Approaches of Minor Planet (7482) 1994 PC1", Minor Planet Bulletin, (1997, P. Sicoli)
- "Asteroid and Planet Close Encounters", Minor Planet Bulletin, (1999, F. Manca, P. Sicoli)
- "Passaggi di comete e asteroidi vicino alla Terra", Astronomia UAI, (1999, P. Sicoli, F. Manca)
- "Monitoring Hazardous Objects", Proceedings of the Third Italian Meeting of Planetary Science, (2000, F. Manca, P. Sicoli)
- "Duecento anni fa la scoperta di Cerere", l'Astronomia n. 214, (2000, P. Sicoli 2000)
- "L'astronomo valtellinese Giuseppe Piazzi e la scoperta di Cerere", Collana Storica Credito Valtellinese, (2001, L. Invernizzi, A. Manara, P. Sicoli)
- "Giuseppe Piazzi and the Discovery of Ceres", Asteroids III, (2002, G. Fodera' Serio, A. Manara, P. Sicoli)
- "Planetary Close Encounters", Proceedings of the Fourth Italian Meeting of Planetary Science, (2002, F. Manca, P. Sicoli)
- "Killed by a meteorite?", Mercury, (2003, P. Sicoli, C.J. Cunningham)
- "L'effetto Yarkovsky", Le Stelle n.92, (2011, P. Sicoli, F. Manca)
- "Identification of asteroids and comets: methods and results", Proceedings of the X National Conference on Planetary Science. (2011, F. Manca, P. Sicoli, and A. Testa)
- "Comets and Political anxieties in the first half of the Ninth Century: New Light on Comets X/839 B1 and X/841 Y1". Journal of Astronomical History and Heritage, 25(2), 213–226 (2022, P. Sicoli, M. Cesario, R. Gorelli)
- "New and improved orbits of historical comets: Late 4th and 5th century" ICARUS Volume 384, 15 September 2022, 115112 (M.J. Martínez, F.J. Marco, P. Sicoli, R. Gorelli)
- "Did 1P/ Halley have an outburst in 990 AD?". THE COMET’S TALE Comet Section – British Astronomical Association, Journal – Number 41 2022 June (P. Sicoli, R. Gorelli)
- "Medieval Comets European and Middle Eastern Perspective". Universitat Politècnica de València. (2023, P. Sicoli, R. Gorelli, M.J. Martínez Uso, F.J. Marco) https://doi.org/10.4995/SCCIE.2023.666301
- "New and improved orbits of some historical comets: 6TH and 7TH centuries". ICARUS Volume 420, 15 September 2024, 116165 (P. Sicoli, R. Gorelli, M.J. Martínez, F.J. Marco)
- "Comete nell'Italia antica e medievale" Libro Ediz. LED Bibliotheca (2024, P. Sicoli)